# Подольский государственный университет
Подольский государственный университет (укр. Подільський державний університет) — украинское высшее учебное заведение в Каменец-Подольском. Университет ведёт свою историю с 1919 года.

## Названия
- 1919 — сельскохозяйственный факультет Каменец-Подольского государственного украинского университета
- 1921 — Каменец-Подольский сельскохозяйственный институт
- 1995 — Подольская государственная аграрно-техническая академия
- 2004 — Подольский государственный аграрно-технический университет
- 2020 — Подольский государственный университет

## История

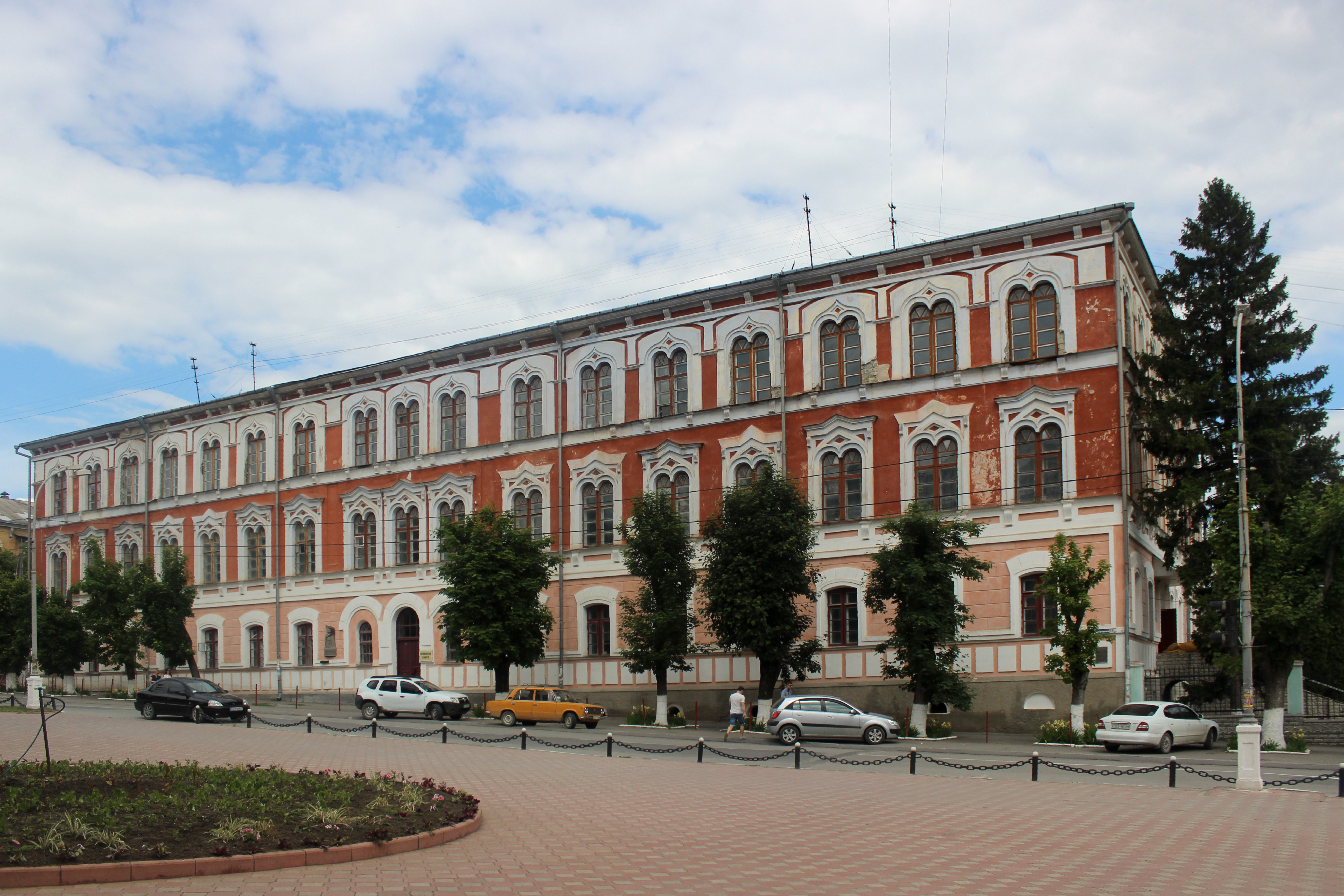
Здание бывшей духовной семинарии, где в настоящее время находится корпус № 1

22 октября 1919 года был открыт сельскохозяйственный факультет Каменец-Подольского государственного украинского университета. Закон об учреждении факультета издало правительство УНР 1 апреля 1919 года, а 9 апреля его утвердила Директория. Таким образом Каменец-Подольский стал шестым городом Украины, где начали готовить специалистов-агрономов и первым подобным учебным заведением в регионе. Первоначально планировалось, что срок обучения на этой специальности будет составлять три года. На первый курс было набрано 235 человек. Факультет размещался в здании бывшей двухклассной епархиального женского школы. Первым деканом факультета был назначен приват-доцент Сергей Бачинский. На 1919 год при факультете работало 13 кафедр.
На базе факультета 26 февраля 1921 года решением коллегии Укрглавпросвещения был создан сельскохозяйственный институт. Осенью 1921 год для нужд института отдали помещение бывшей Подольской духовной семинарии. По состоянию на 1921 год в институте на 31 кафедре работало 25 штатных и 11 внештатных преподавателей. В 1922 году, в честь пятой годовщины Октябрьской революции, учебному заведению было присвоено имя Карла Маркса.
В первые годы работы института сотрудники довольствовались небольшими заработными платами, которые в основном выплачивались зерном, мукой и картофелем. Преподаватели также сталкивались с плохим обеспечением одеждой, едой и электричеством. В институте в основном обучались украинцы крестьянского происхождения, выходцы из Подолья, Южной Волыни и Северной Бессарабии. В 1923 году в результате чисток выходцев из семей контрреволюционеров в институте из 230 студентов осталось лишь 92 человека.

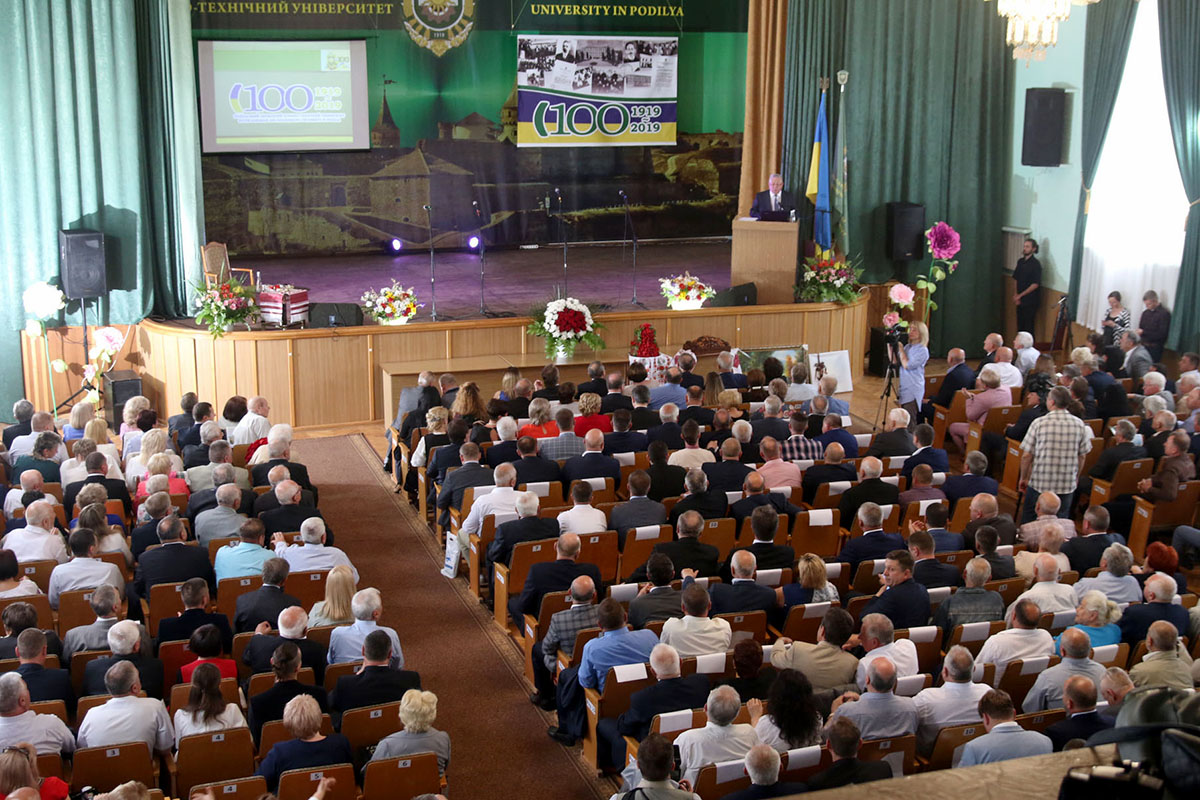
Празднование 100-летия университета, 2019 год

К 1924 года вуз стал крупнейшим в городе, где училось 324 человека. К середине 1920-х годов Народный комиссариат просвещения УССР включил институт в число шести полностью украинизированных вузов республики.
В 1930 году учебное заведение было разделено на институт технических культур и зоотехнический институт. В 1933 году институт технических культур был переведён в Житомир, а зоотехнический институт в 1938 году был переведён в Херсон.
Свою работу Каменец-Подольский сельскохозяйственный институт возобновил в 1955 году. В 1983 году в институте была открыта аспирантура. В 1993 году при институте был создан военно-инженерный факультет на основе расформированного Каменец-Подольского высшего военно-инженерного командного училища.
В 1995 году институт был преобразован в Подольскую государственную аграрно-техническую академию. В 1995 году частью учебного заведения стал Каменец-Подольский совхоз-техникум. В 2004 году академия получила статус университета. По состоянию на 2010 год студентами вуза числилось более 13 тысяч студентов. Приказом Министерства образования и науки Украины от 15 октября 2020 года вуз был переименован в Подольский государственный университет.

## Структура

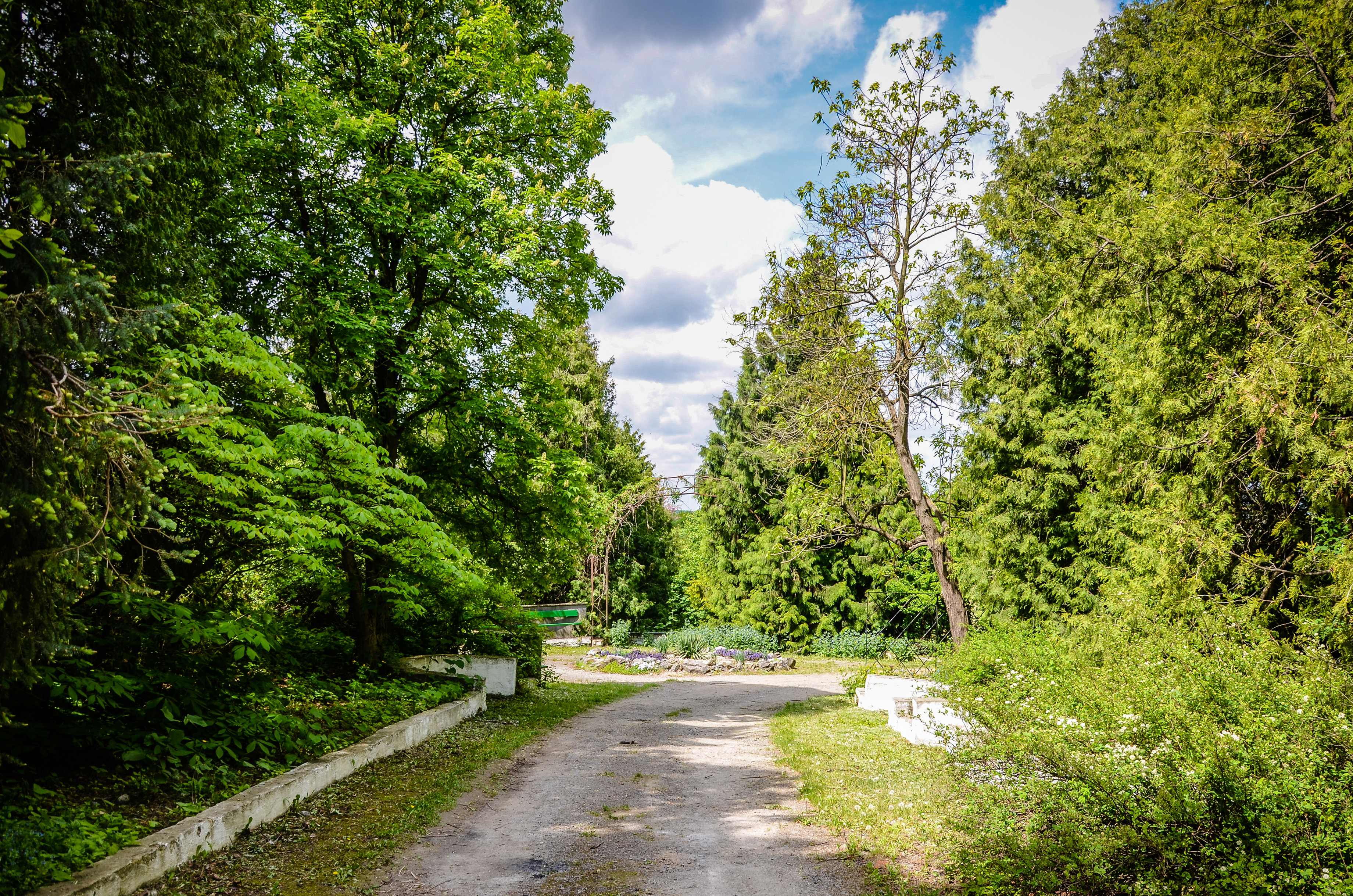
Ботанический сад, 2015 год

По состоянию на 2020 год в структуру университета входит два института — учебно-научный институт энергетики и учебно-научный институт заочного и дистанционного образования, а также четыре факультета:
- факультет агротехнологий и природопользования
- факультет ветеринарной медицины и технологий в животноводстве
- экономический факультет
- инженерно-технический факультет

Филиалами университета на 2020 год являлись:
- Каменец-Подольский профессиональный колледж
- Новоушицкий профессиональный колледж
- Шепетовский профессиональный колледж
- Кицманский профессиональный колледж
- Хотинский профессиональный колледж
- Снятинский профессиональный колледж
- Бучацкий профессиональный колледж

С 1967 года при университете работает Музей истории вуза. Первым заведующим музея являлся Василий Ланевский. В 1996 году в структуру университета вошёл ботанический сад, являющийся памятником природы общегосударственного значения.

## Руководители
- Бачинский Сергей Васильевич (1919—1921)
- Геращенко Николай Тимофеевич (1921)
- Полонский Олекса Николаевич (1921)
- Байер Николай Николаевич (1921—1926)
- Донской Фёдор Иванович (1926—1928)
- Чугай Виктор Петрович (1929—1930)
- Иванов Макар Петрович (1954—1957)
- Сербин, Семён Сергеевич (1957—1980)
- Байдюк Анатолий Тимофеевич (1980—1983)
- Самокиш Михаил Иванович (1983—2002)
- Бахмат Николай Иванович (2002—2013)
- Иванишин Владимир Васильевич (2014—н. в.)

## Выпускники
Полный список выпускников Подольского государственного университета, о которых есть статьи в Википедии, смотрите здесь.
В течение 1960—1970-х годов институт окончили 3371 человека, в 1970—1980 годах — 5824, а в 1980—1990 годах — 8521.